# Sinistraal
Sinistraal, ook wel links-lateraal genoemd, is een tektonische beweging die vooral van belang is bij zijschuivingsbreuken. De naam is afgeleid van het Latijnse woord voor "links"; sinister. Bij een sinistrale zijschuiving vindt de beweging langs het breukvlak naar links plaats, gezien vanuit een persoon die staat op de andere kant van de breuk.
Sinistraal wordt ook gebruikt om een linksgewonden huisjesslak aan te duiden.

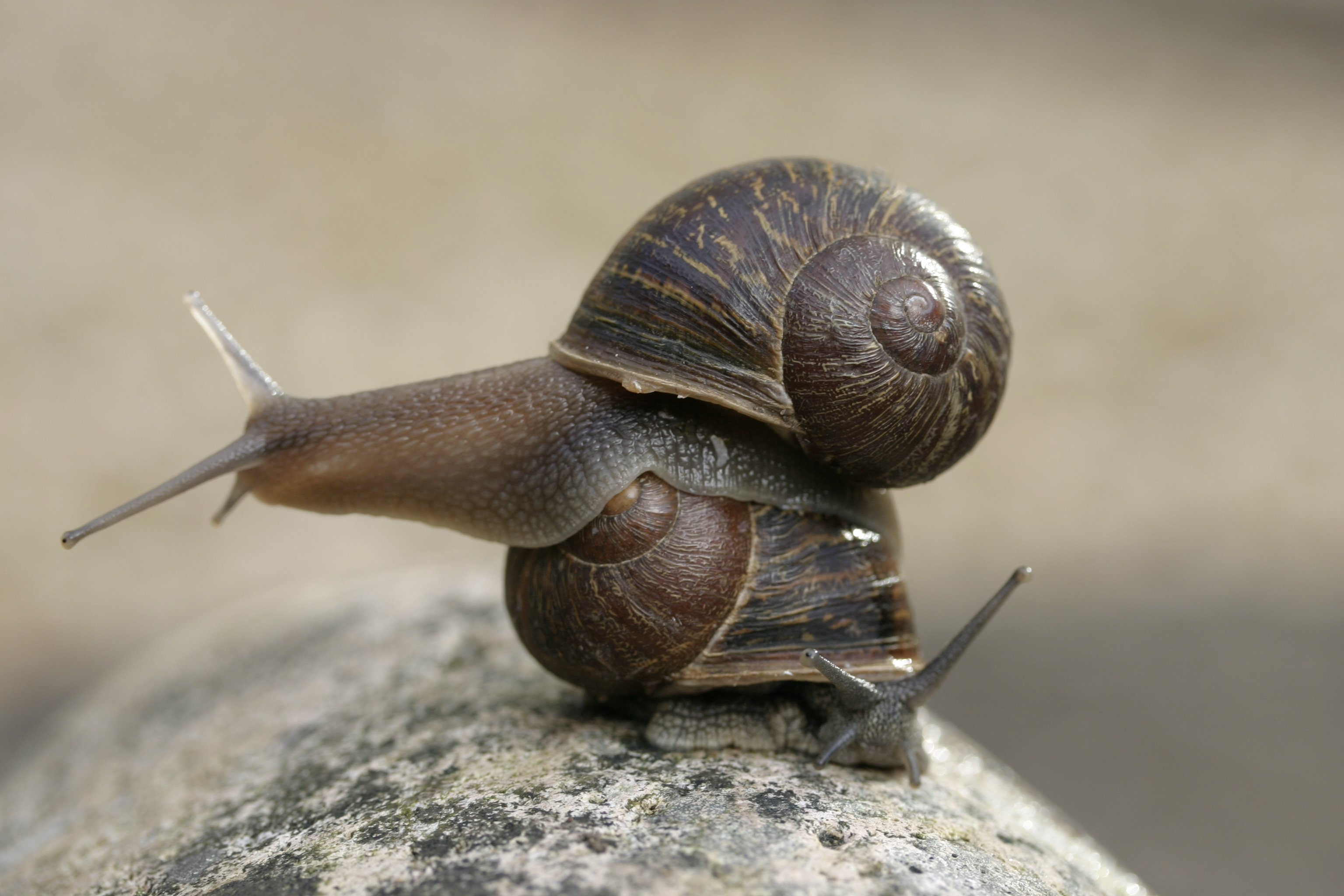
Sinistrale slak bovenop een dextrale slak